# Antraknóza buku

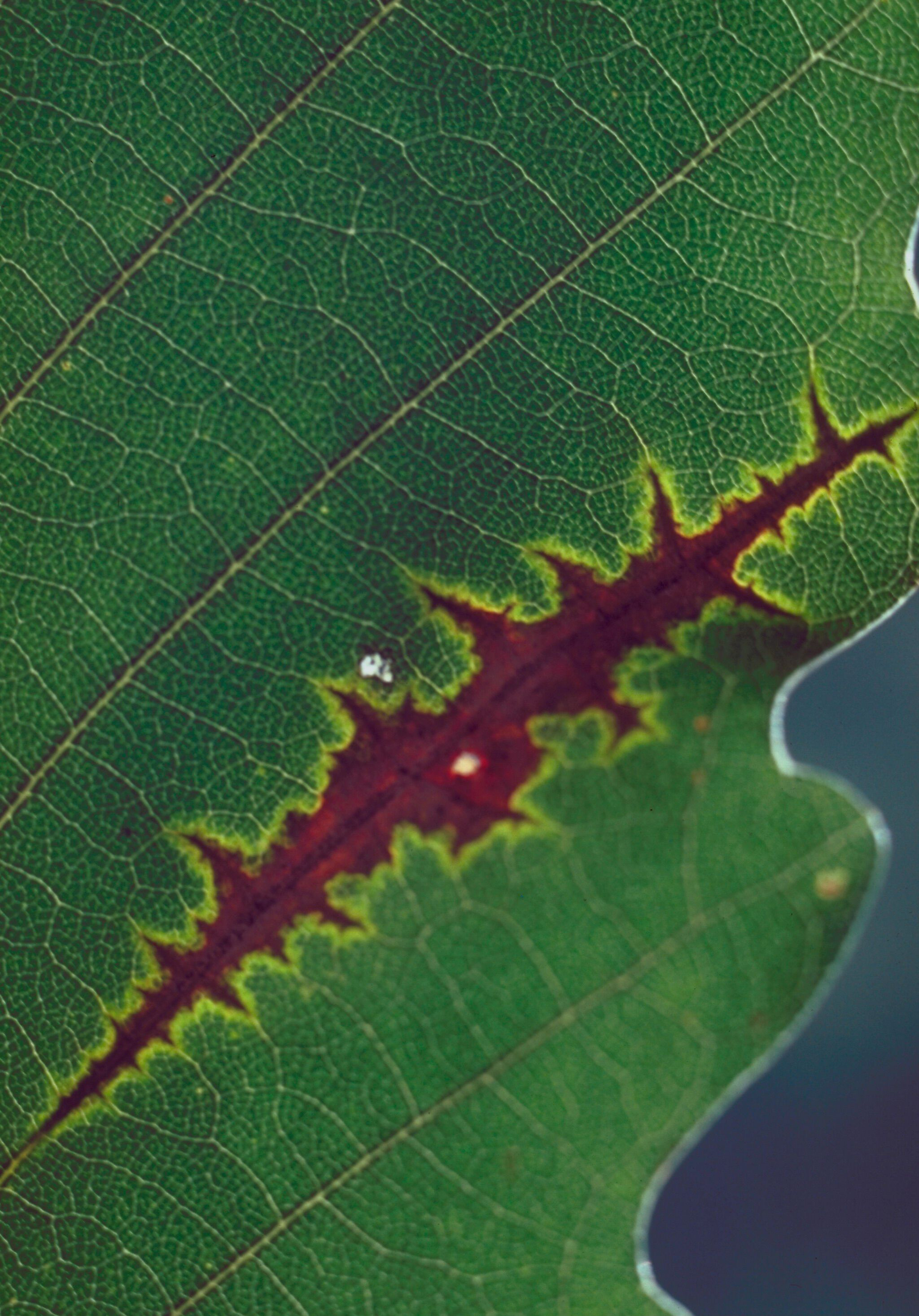
Antraknóza buku.

Antraknóza buku je houbová choroba rostlin způsobená houbou Apiognomonia errabunda, napadající především buk.

## Symptomy
Patogen tvoří malé nebo velké hnědé skvrny s nepravidelným okrajem. Skvrny se tvoří obvykle podél listového okraje nebo střední žilky.

## Popis
Mikroskopická houba, endofyt. Bez zřejmých symptomů se v živých listech nachází téměř pravidelně. Bylo pozorováno, že pokud dojde k mechanickém poškození pletiv hmyzem tvořícím listové hálky, houba nekrózou listu v okolí místa napadení zcela zbaví hálku životaschopnosti (Diplodina acerina).

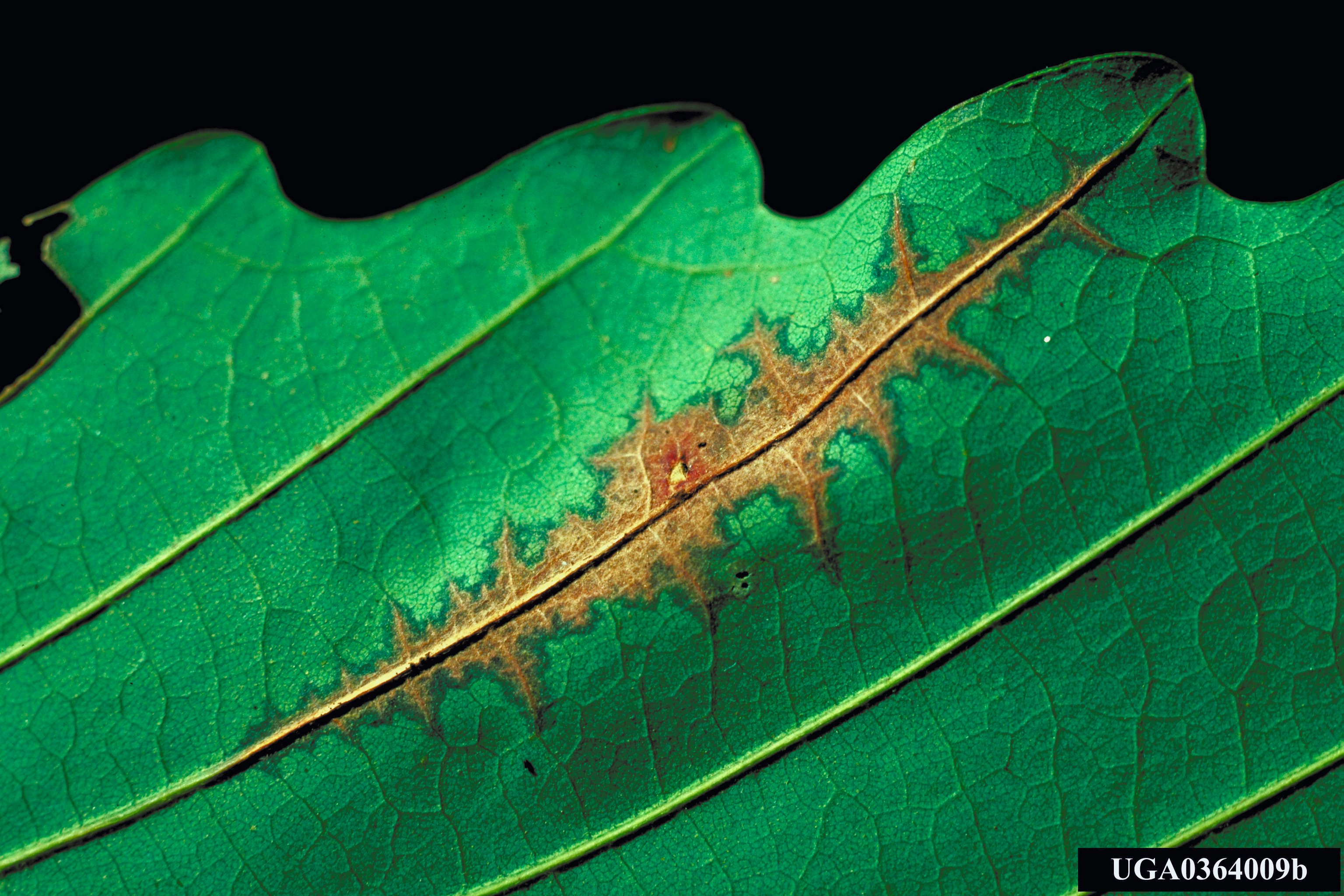
Spodní strana.

## Význam
Estetická vada. Při silném napadení menší přírůstky.

## Ochrana rostlin
Není třeba.